# Monomito

Gráfico que describe el periplo del héroe.

El monomito (monomyth, en inglés) o mito único, también conocido como viaje o, mejor, debido a sus connotaciones, periplo del héroe, es un término acuñado por el antropólogo y mitólogo estadounidense Joseph Campbell para definir el modelo básico de muchos relatos épicos de todo el mundo. Este patrón tan ampliamente distribuido está descrito por Campbell en su conocida obra El héroe de las mil caras (1949). Gran admirador del novelista James Joyce, Campbell tomó prestado el término "monomito" de la novela de Joyce Finnegans Wake. Relacionado con el monomito se encuentra el término clásico de catábasis o descenso del héroe (Ulises, Orfeo, Eneas...) al inframundo o los infiernos (vid. más abajo: "Otras formulaciones").
Campbell sostiene que los héroes de numerosos mitos de tiempos y regiones dispares comparten estructuras y desarrollos fundamentales, que aparecen resumidos en El héroe de las mil caras:

El héroe se lanza a la aventura desde su mundo cotidiano a regiones de maravillas sobrenaturales; el héroe tropieza con fuerzas fabulosas y acaba obteniendo una victoria decisiva; el héroe regresa de esta misteriosa aventura con el poder de otorgar favores a sus semejantes.

Y añade Campbell:

Whether the hero be ridiculous or sublime, Greek or barbarian, gentile or Jew, his journey varies little in essential plan.
Ya sea el héroe ridículo o sublime, griego o bárbaro, gentil o judío, su aventura varía poco en cuanto al plan esencial.

Campbell y otros estudiosos, tales como Erich Neumann, describen las historias de Gautama Buda, Moisés y Cristo en términos de "monomito", y Campbell sostiene que muchos mitos clásicos de gran variedad de culturas siguen este patrón básico.

## Resumen
En el monomito, el héroe arranca de su mundo ordinario, y recibe algún tipo de llamada para penetrar en otro desconocido, poblado de poderes y acontecimientos extraños. El héroe que acepta la llamada para entrar en este mundo extraño debe enfrentarse a diversas tareas y pruebas, ya sea en solitario o con ayuda. En las versiones narrativas más desarrolladas, el héroe debe sobrevivir a un grave problema, a menudo con ayuda. Si el héroe sobrevive, obtiene un gran regalo, don o bendición. Después, el héroe debe decidir si regresa al mundo ordinario con el don adquirido. Si el héroe decide volver, él o ella a menudo se enfrentan a retos en el viaje de vuelta. Si el héroe regresa con éxito, la bendición o el don se pueden usar para mejorar el mundo. Las historias de Osiris, Prometeo, Moisés o Gautama Buda, por ejemplo, acatan estrechamente este modelo.

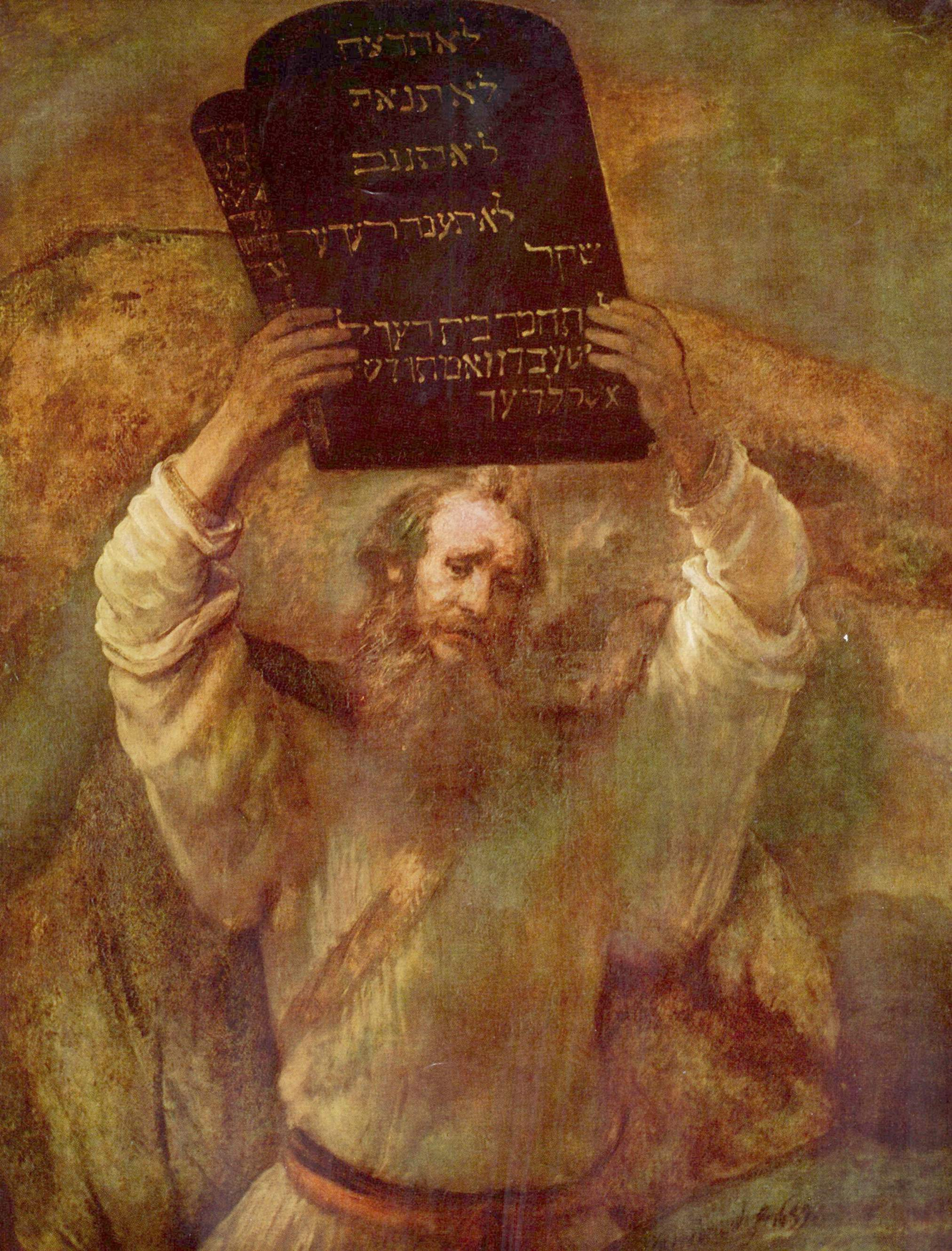
"Moisés con las tablas de la Ley", por Rembrandt. Moisés, en su faceta heroica de libertador de su pueblo, se asocia al monomito desde el punto de vista religioso.

Campbell describe diecisiete etapas o pasos a lo largo de este viaje, aunque son muy pocos los mitos que cumplen los diecisiete. Unos suman muchas de las etapas, y otros solo algunas; unos mitos pueden concentrarse en solo una de las etapas, mientras que en otros se hace frente a las mismas en un orden diferente. Las diecisiete etapas pueden organizarse de diversa manera. Es común la división en tres secciones: "Salida" (a veces llamada "separación"), "Iniciación" y "Retorno". La "Salida" trata de la aventura del héroe antes de cumplir la misión, la "Iniciación" se ocupa de las diversas aventuras del héroe a lo largo del camino, y el "Regreso" trata de la vuelta del héroe con los conocimientos y las competencias adquiridos en el viaje.

## Las diecisiete etapas del monomito

### La Salida

#### La llamada de la aventura
El héroe parte de una situación mundana de normalidad en la que de pronto le llega una información que actúa en su mente como llamada hacia lo desconocido.
Campbell: «[...] un bosque, un reino oculto, bajo las olas o en las alturas celestes, una isla secreta, la elevada cima de una montaña, o un estado de sueño profundo, pero es siempre un lugar repleto de seres extrañamente fluidos y polimorfos, tormentos inimaginables, hazañas sobrehumanas, imposible deleite. El héroe puede salir por su propia voluntad para llevar a cabo la aventura, al igual que Teseo cuando llegó a la ciudad de su padre, Atenas, y escuchó la horrible historia del Minotauro, o puede ser empujado o enviado al extranjero por un agente benigno o maligno, como Odiseo, que fue impulsado a través del Mediterráneo por los vientos del airado dios Poseidón. La aventura puede comenzar debido a un simple error... o aún más, uno puede hallarse simplemente paseando cuando, de forma casual, un fenómeno singular que pasa por el lugar llama la atención de su ojo errante, atrayéndolo a apartarse de los caminos frecuentados por el hombre. Los ejemplos de todos los rincones del mundo podrían multiplicarse ad infinitum».

#### El rechazo de la llamada
A menudo, cuando se da la llamada, el futuro héroe se niega en principio a prestarle atención. Esto puede ser por su sentido del deber u obligación, por el miedo, la inseguridad, un sentimiento de debilidad, o cualquiera de las posibles razones que actúan para mantener a la persona en sus circunstancias normales.
Campbell: «El rechazo de la llamada convierte la aventura en su opuesto. Emboscado en el aburrimiento, el trabajo rutinario o la "cultura", el sujeto renuncia al valor de la acción significativa y positiva y acaba convertido en víctima a rescatar. Su mundo floreciente se vuelve un baldío reseco y su vida parece sin sentido, a pesar de que, como el rey Minos, puede llegar a construir, a través de su esfuerzo titánico, una gran fama o todo un imperio. Pero cualquier morada que construya será una casa de muerte, un laberinto de muros ciclópeos para esconderse de su Minotauro. La única opción que le resta es crearse más y más problemas a sí mismo, esperando la aproximación gradual de su disolución».

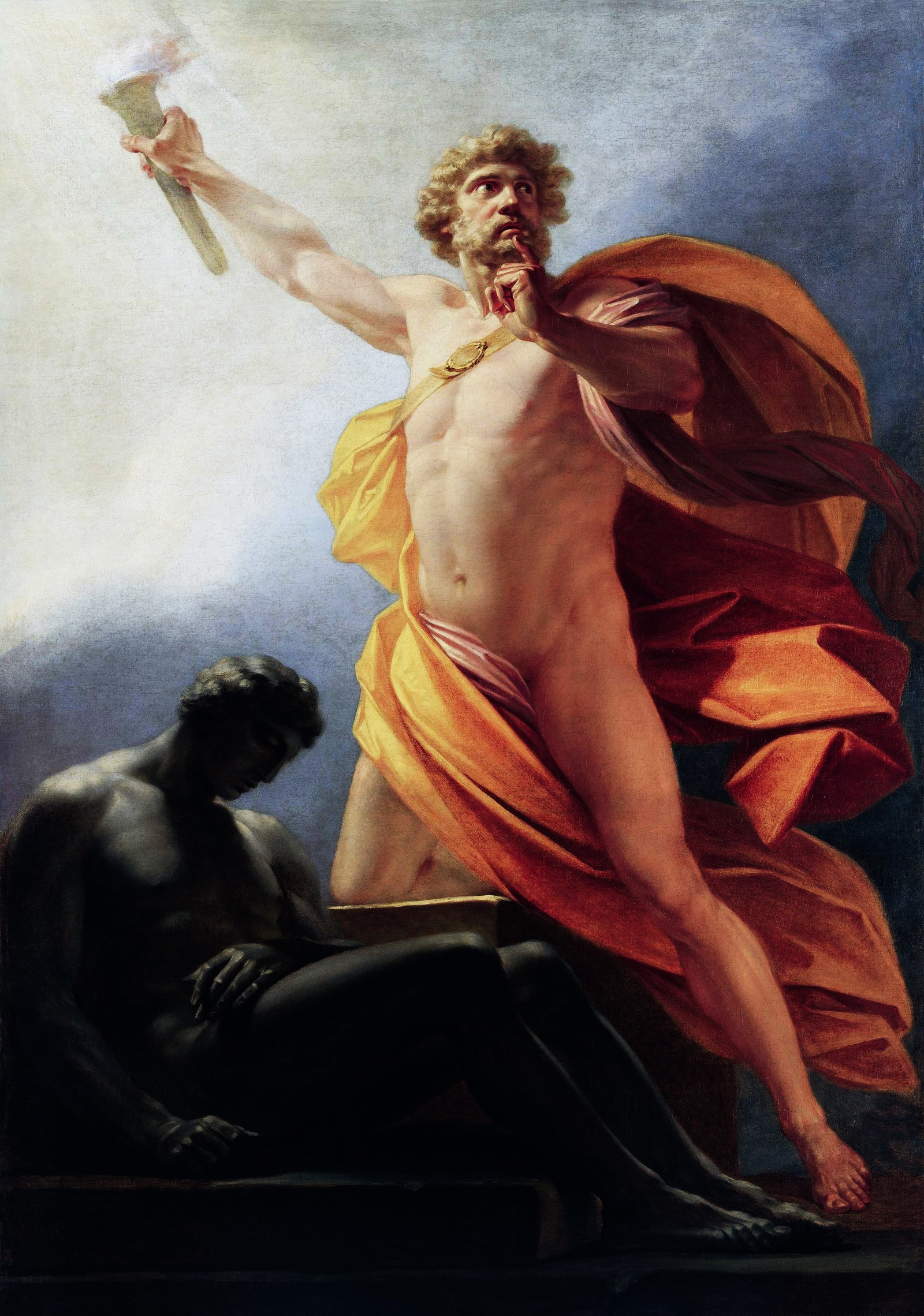
Según Joseph Campbell, el mito clásico de Prometeo ejemplifica bien la estructura del monomito.

#### La ayuda sobrenatural
Una vez que el héroe se ha comprometido en la búsqueda, consciente o inconscientemente, aparece un guía o ayudante mágico, o se le revela entre las personas conocidas. A menudo, este tutor sobrenatural presentará al héroe uno o varios talismanes o artefactos que lo ayudarán más adelante en la búsqueda.
Campbell: «Para aquellos que no han rechazado la llamada, el primer encuentro en su singladura heroica es una figura de protección (a menudo una vieja bruja o un hombre de edad) que ofrece al aventurero algún amuleto contra las fuerzas negativas que está a punto de enfrentar. Lo que representa esta figura es el benigno, protector poder del destino. La fantasía es como el consuelo y la promesa de que la paz del Paraíso, que se conoció en el vientre de la madre, va a conservarse, que te apoya en el presente y te apoyará en el futuro como en el pasado (es omega y también alfa), que a pesar de lo omnipotentes que puedan parecer los peligrosos poderes que custodian el umbral de la iniciación de la vida, el poder protector está por siempre presente dentro mismo o justo a la vuelta de las circunstancias desconocidas del mundo. Solo hay que conocer y confiar, y aparecerán los guardianes eternos. El héroe encuentra todas las fuerzas del inconsciente de su parte, respondiendo a su llamada y continuando con valentía de su lado a medida que los acontecimientos se desarrollan. La propia Madre Naturaleza apoya la gran tarea. Y en la medida en que la conducta del héroe coincide con aquello que su sociedad requiere, él parece cabalgar a lomos del poderoso ritmo de la historia».

#### El cruce del primer umbral
Este es el punto en el que la persona ingresa en realidad en el campo de la aventura, dejando atrás las fronteras conocidas de su mundo y aventurándose en un terreno desconocido y peligroso donde no se conocen reglas ni limitaciones.
Campbell: «Con esas fuerzas benéficas para guiarlo y ayudarlo, el héroe avanza en su aventura hasta que llega al "guardián del umbral" en la entrada a la zona de poder magnificado. Éste custodia los vínculos al mundo en cuatro direcciones —también arriba y abajo— representando los límites de la actual esfera del héroe, u horizonte vital. Más allá de dichos límites se encuentra la oscuridad, lo desconocido, el peligro, al igual que más allá de la vigilancia paterna el niño se encuentra en peligro, y más allá de la protección de la sociedad peligran los miembros de la tribu. La persona normal se siente más que satisfecha, y hasta orgullosa, de permanecer dentro de los límites indicados, y el sentido común corriente le da todas las razones para temer dar el primer paso hacia lo inexplorado. La aventura consiste siempre y en todas partes en dar ese paso más allá del velo de lo conocido, hacia lo desconocido; los poderes que se vislumbran en la frontera son peligrosos, tratar con ellos, arriesgado, y, sin embargo, para cualquiera con capacidad y valor suficientes el peligro se desvanece».

#### El vientre de la ballena
El vientre de la ballena representa la separación final del yo y del mundo conocidos por parte del héroe. Al participar en esta etapa, la persona muestra disposición a someterse a una metamorfosis.
Campbell: «La idea de que cruzar el umbral mágico es un tránsito hacia una esfera de renacimiento aparece simbolizada en todas las culturas por el vientre de la ballena. El héroe, en vez de conquistar o conciliarse con la fuerza del umbral, es tragado por lo desconocido y parece haber muerto. Este motivo popular hace hincapié en la idea de que el paso del umbral es una forma de auto-aniquilación. En lugar de avanzar hacia afuera, más allá de los confines del mundo visible, el héroe va hacia adentro, a fin de renacer de algún modo. La desaparición corresponde al ingreso del fiel en el templo, donde se vivifica por el recuerdo de quién y qué es, es decir, polvo y cenizas solo posiblemente inmortales. El templo interior, el vientre de la ballena, y la tierra celestial de más allá, por encima y por debajo de los confines del mundo, son una y la misma cosa. Por eso, los accesos y las entradas a los templos están flanqueados y defendidos por gárgolas colosales: dragones, leones, demonios asesinos con las espadas desenvainadas, enanos resentidos, toros alados. El fiel en el momento de entrada en el templo sufre una metamorfosis. Una vez en su interior, puede decirse que ha muerto en el tiempo y regresado a la Matriz Universal, el Ombligo del Mundo, el Paraíso Terrenal. Alegóricamente, de este modo, la entrada al templo y la inmersión del héroe a través de las mandíbulas de la ballena son aventuras idénticas, denotando, en lenguaje simbólico, el acto central de la vida y la vida renovada».

### La Iniciación

#### Las distintas pruebas
Aquí se trata de las pruebas, hazañas o difíciles tareas a que la persona debe someterse al iniciar la transformación. A menudo, la persona fracasa en una o más de estas pruebas, que suelen aparecer en grupos de tres.
Campbell: «Tras haber atravesado el umbral, el héroe se mueve en un paisaje de ensueño, de formas ambiguas curiosamente fluidas, en el que debe sobrevivir a una sucesión de dificultades. Esta es una fase crucial del mito y la aventura. Se conoce una ingente literatura en todas las culturas acerca de pruebas y ordalías milagrosas. El héroe está secretamente apoyado por consejos, amuletos y otros agentes velados que proporcionan una ayuda sobrenatural que se le presentó antes de su entrada en esta región. O puede ser que aquí descubra por primera vez que hay un poder benévolo en todas partes dispuesto a apoyarlo en su sobrehumana andadura. La partida original al escenario de las pruebas representa sólo el comienzo del camino de las conquistas de iniciación; son momentos de iluminación. Ahora no queda otro remedio que matar dragones y superar obstáculos sorprendentes, una, y otra, y otra vez. En este entreacto habrá multitud de victorias preliminares, éxtasis irrepetibles y atisbos momentáneos de la tierra prometida».

#### El encuentro con la diosa
Este es el momento en que la persona experimenta un amor que tiene el poder y la importancia de lo todopoderoso, lo inabarcable, el amor incondicional que un niño afortunado puede experimentar por su madre. Este es un paso muy importante en el proceso y con frecuencia está representado por la persona que encuentra a aquella otra por la que él o ella experimenta un amor más auténtico.
Campbell: «La última aventura, cuando se han superado todas las barreras y los ogros han sido vencidos, se representa comúnmente como un matrimonio místico del héroe triunfante con la Diosa Reina del Mundo. Este es el momento culminante en el nadir, en el cenit, o en el borde extremo de la tierra, en el punto central del cosmos, en el tabernáculo del templo, o dentro de la oscuridad de la cámara más profunda del corazón. El encuentro con la diosa (que se encarna en cada mujer) es la prueba final del talento del héroe para ganar el don del amor (la dádiva es el amor fati [el amor destinado]), que es la vida misma disfrutada como el encierro en la eternidad. Y cuando el aventurero, en este contexto, no es un joven, sino una dama, ella es la que, por sus cualidades, su belleza o sus aspiraciones, se ha vuelto apta para convertirse en la consorte de un inmortal. Entonces el esposo celestial desciende a ella y la conduce al lecho, ya de grado o por fuerza. Y si ella lo rechaza, es que la venda ha caído de sus ojos, y si ella lo ha buscado, su deseo encuentra la paz».

#### La mujer como tentadora
En este paso, el héroe se enfrenta a las tentaciones, a menudo de naturaleza física o placentera, que pueden llevarlo a él o a ella (la tentación no necesariamente tiene que ser representada por una mujer) a abandonar o apartarse de su misión. La mujer es una metáfora de las tentaciones físicas o materiales de la vida, ya que el héroe o caballero a menudo es tentado por la lujuria en su camino espiritual.
Campbell: «El quid de esta curiosa dificultad radica en el hecho de que nuestro punto de vista consciente de lo que la vida debe ser, rara vez se corresponde con lo que es en realidad. Generalmente nos negamos a admitir dentro de nosotros mismos, o dentro de nuestros amigos, esa fiebre enérgica, autoprotectora, desvergonzada, carnívora, lasciva en que consiste la naturaleza misma de la célula orgánica. Por el contrario, tendemos a maquillar, encubrir y reinterpretar mientras imaginamos que toda mosca en la miel o pelo en la sopa son culpa de algún inoportuno que no somos nosotros. Pero cuando de repente nos sobreviene o nos vemos obligados a convencernos de que todo lo que pensamos y hacemos está necesariamente contaminado por el olor de la carne, entonces no es raro que se experimente un momento de repulsión: la vida, los actos de la vida, los órganos de la vida, la mujer en particular, como gran símbolo de la vida que es, se vuelven intolerables para la pura, purísima alma. Aquel que busca la vida más allá de la vida debe buscar más allá (de la mujer), superar las tentaciones de su llamada, y elevarse en el éter inmaculado del Más Allá».

#### La reconciliación con el padre
En esta etapa, la persona debe enfrentarse y ser iniciada ante aquello que ostenta el máximo poder en su vida. En muchos mitos e historias es el padre, o una figura paterna, el que posee el poder sobre la vida y la muerte. Este es el punto central del viaje. Todos los pasos anteriores han conducido a este lugar, y todos los que siguen a continuación se alejarán de él. Aunque este paso se simboliza con mayor frecuencia por el encuentro con una entidad masculina, no tiene por qué ser un hombre, sino solo alguien o algo con un gran poder.
Campbell: «La expiación consiste en poco más que el abandono de ese auto-generado monstruo doble: el dragón pensado como Dios (superego) y el dragón pensado como pecado (el id reprimido). Pero esto requiere un abandono del apego al ego, lo que es peliagudo. Hay que tener fe en que el padre es misericordioso, y a la vez hay que confiar en la misericordia. Con ello, el centro de la fe se transfiere fuera del apretado anillo escamoso del dios atormentador, y los ogros terribles se disuelven. Es en esta dura prueba en la que el héroe puede obtener esperanza y seguridad de la figura de apoyo femenina, por cuya magia (amuletos o poder de intercesión) está protegido para todas las experiencias aterradoras de iniciación en que se sufre el aplastamiento paterno del propio ego. Pero si es imposible confiar en el rostro terrible del padre, entonces la fe de uno debe estar centrada en otra parte (la Mujer Araña, la Santísima Virgen), y fortalecido por esta confianza, uno es capaz de superar la crisis —solo para encontrar, al final, que el padre y la madre se reflejan el uno en el otro, y son, en esencia, lo mismo. El problema de llegar el héroe a conocer al padre consiste en abrir los ojos de su alma más allá del terror, hasta el punto de madurar para entender cómo las dementes y repugnantes tragedias de este vasto y despiadado cosmos se ven perfectamente justificadas por la majestad del Ser. El héroe trasciende la vida desde este peculiar punto ciego y por un momento se eleva a una visión de la fuente. Contempla el rostro de su padre, comprende— y así ambos han sido expiados.

#### La apoteosis
Cuando alguien sufre una muerte física, o muere en sí mismo para vivir en el espíritu, él o ella se mueve más allá de los pares de opuestos, trasladándose a un estado de conocimiento divino, al amor, la compasión, la felicidad. Una forma más mundana de ver este paso es que se trata de un período de descanso, paz y plenitud previo al comienzo del regreso del héroe.
Campbell: «Los que saben, no sólo que lo Eterno se encuentra en ellos, sino que lo que ellos son realmente, y todas las cosas, es lo Eterno, habitan en los bosques del deseo satisfecho, beben el brebaje de la inmortalidad y escuchan en todas partes la música inaudita de la concordia eterna».

#### El don final
La bendición o don definitivo es el logro del objetivo de la misión. Es aquello en cuya consecución se esforzó la persona. Todos los pasos anteriores sirven para preparar y purificar a la persona para este paso, ya que en muchos mitos el don es algo trascendente, como el elixir de la vida misma, o una planta que proporciona la inmortalidad, o el Santo Grial.

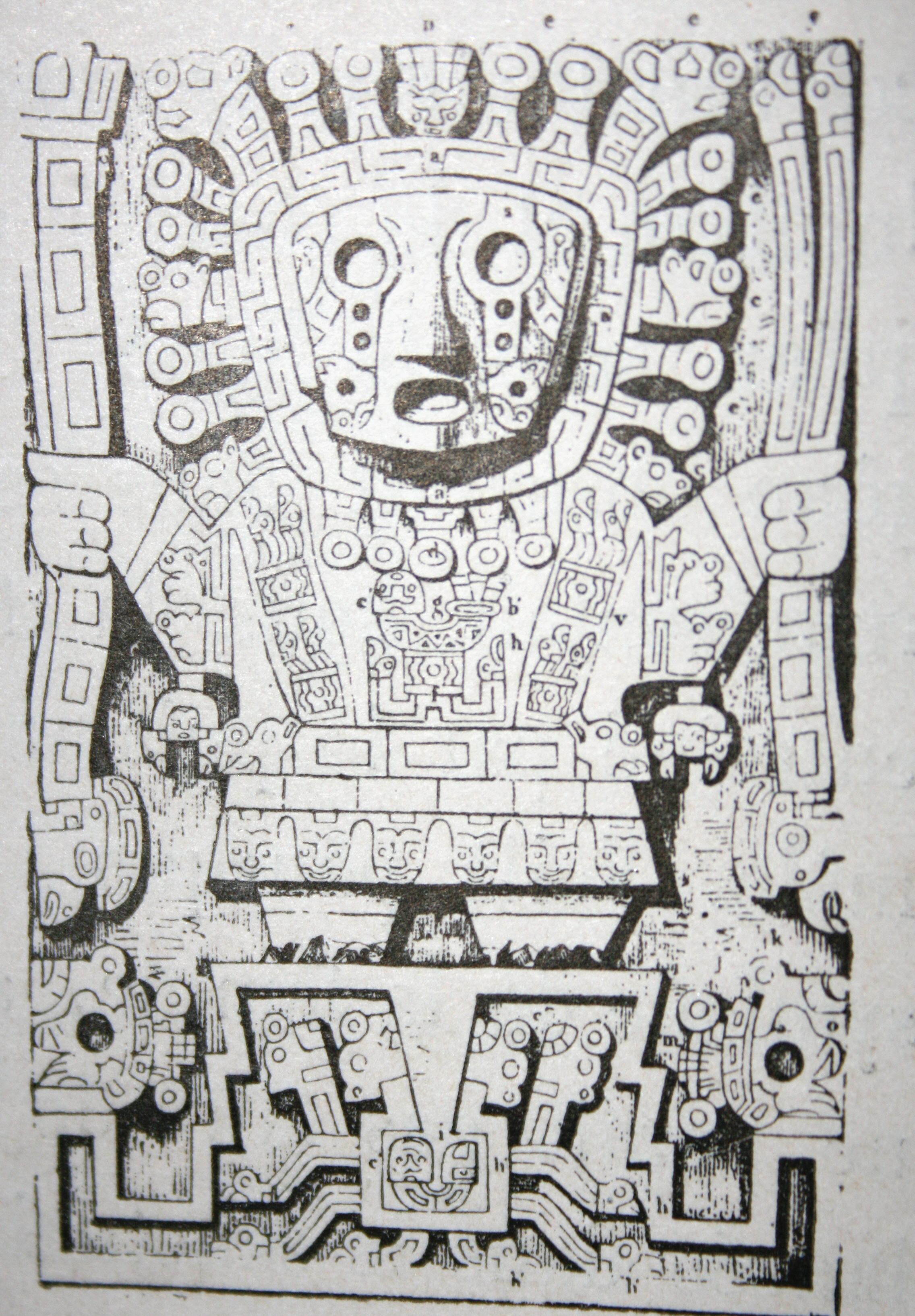
Apu Qun Tiqsi Wiraqucha, o Viracocha, dios andino, uno de los muchos que asocia Campbell al "monomito".

Campbell: «Los dioses y diosas entonces han de entenderse como formas de realización y custodios del elixir del Ser Imperecedero, pero ellos mismos no suponen, en su estado primordial, el Objeto Definitivo, pues lo que el héroe busca a través de su relación con ellos no es, en último término, a ellos mismos, sino a su gracia, es decir, el poder de la sustancia que los alimenta. Esta sustancia-energía milagrosa, ella sola, es lo Imperecedero; los nombres y las formas de las deidades que lo personifican en todas partes, lo dispensan y representan, son muy diversos. Esta es la energía milagrosa de los rayos de Zeus, Yavé y el Buda Supremo, la fertilidad de la lluvia de Viracocha, la virtud anunciada por la campana que resonó en la Misa de la Consagración, y la luz de la iluminación última del santo y el sabio. Sus guardianes se atreven a liberarla solo para los realmente merecedores».

### El Regreso

#### La negativa a regresar
Después de haber encontrado la felicidad y la iluminación en el otro mundo, el héroe rehúsa volver al mundo ordinario a otorgar el don adquirido a sus semejantes.
Campbell: «Cuando la búsqueda heroica se ha cumplido, a través de la posesión de la fuente, o por medio de la gracia de alguna personificación masculina o femenina, humana o animal, el aventurero aún debe regresar con su trofeo de transmutación vital. El periplo completo, la norma del monomito, exige que el héroe comience el trabajo de transportar las runas de la sabiduría, el vellocino de oro, o su bella durmiente, de nuevo al reino de la humanidad, donde el don adquirido puede redundar en la renovación de la comunidad, la nación, el planeta o los Diez Mil Mundos. Pero esta responsabilidad frecuentemente no se asume. Incluso Gautama Buda, tras su triunfo, dudaba de que el mensaje de realización pudiera ser comunicado a otros, y otros santos han muerto embebidos en el éxtasis supremo. Numerosos son en verdad los héroes legendarios que han establecido su residencia para siempre en la isla bendita de la Diosa inmutable del Ser Inmortal».

#### El vuelo mágico
A veces, el héroe debe escapar con el don, si se trata de algo que los dioses han guardado celosamente. El regreso puede resultar tan aventurero y peligroso como lo fue el viaje.
Campbell: «Si el héroe, tras su proeza, obtiene la bendición de la diosa o el dios y luego se le encarga explícitamente volver al mundo con un poco de elixir para la restauración de la sociedad, la etapa final de su aventura se produce con el apoyo de todos los poderes de su protector sobrenatural. Pero si el trofeo se ha alcanzado con la oposición de su tutor o si el deseo de volver al mundo del héroe no cuenta con el visto bueno de dioses o demonios, entonces la última etapa de la ronda mitológica se convierte en una animada, a menudo cómica, persecución. Este vuelo puede complicarse mediante obstáculos maravillosos o maniobras evasivas».

#### El rescate del exterior
Al igual que el héroe puede necesitar guías y asistentes para embarcarse en la búsqueda, muchas veces él o ella debe tener guías y salvadores de gran poder que lo conduzcan de vuelta a la vida cotidiana, especialmente si la persona ha sido herida o debilitada por la experiencia.
Campbell: «El héroe quizá necesite ser llevado de vuelta de su aventura sobrenatural con asistencia externa. Es decir, es posible que el Mundo vaya a buscarlo. Debido a la felicidad alcanzada en la morada profunda, no es fácil abandonar ésta en favor de la libre difusión del nuevo estado. "¿Quién, una vez desechado el mundo", leemos, "puede tener deseos de regresar otra vez? Más bien debiera quedarse allí." Y, sin embargo, en la medida en que uno está vivo, la vida se llama Sociedad, que siente celos de los que se apartan de ella, y acudirá a llamar a la puerta. Si el héroe [...] no se muestra dispuesto, el perturbador sufrirá una fea conmoción; pero, por otro lado, si el convocado sólo se retrasa, subsumido en la bienaventuranza del estado de perfección (que se asemeja a la muerte), se llevará a cabo un decidido rescate, y el aventurero acabará reintegrándose».

#### El cruce del umbral de retorno
El sentido del regreso es la conservación de la sabiduría adquirida en la búsqueda, la incorporación de dicha sabiduría en una vida humana, y luego encontrar la manera de compartirla con el resto del mundo.
Campbell: «El héroe que regresa, para completar su aventura, debe sobrevivir al impacto del mundo. Muchos fracasos dan fe de las dificultades de cruzar este umbral de la vida positiva. El primer problema para el héroe que regresa, tras una experiencia visionaria de consumación del alma satisfecha,  es aceptar como reales las alegrías y las tristezas transitorias, las ruidosas banalidades y obscenidades de la vida. ¿Por qué volver a ingresar en el mundo real, por qué tratar de hacer creíble, ni siquiera interesante, a los hombres y mujeres que se consumen en sus pasiones, la experiencia de la bienaventuranza trascendental? Al igual que los sueños experimentados como trascendentales durante la noche pueden parecer simplemente tontos a la luz del día, así el poeta y el profeta pueden sentirse a sí mismos haciendo el tonto ante un jurado de ojos sobrios. Lo más fácil es encomendar a toda la comunidad al diablo y retirarse de nuevo a la morada en la roca celestial, cerrar la puerta, y hacerlo sin perder un instante. Pero si algún espiritual obstetra ha hilado el shimenawa [cordón protector del sintoismo] en el retiro, entonces el trabajo de representar la eternidad en el tiempo, y percibir el tiempo en la eternidad, no puede evitarse. Y el héroe regresa al mundo común y cotidiano, que debe aceptar como real».

#### El maestro de los dos mundos
Este paso suele ser representado por un héroe trascendental como Jesús o Gautama Buda. Para un héroe humano, puede significar el logro de un equilibrio entre lo material y espiritual. El héroe ha llegado a sentirse cómodo y competente tanto en el mundo interior como en el exterior.
Campbell: «La libertad de pasar de ida y vuelta a través de la división del mundo, desde la perspectiva de un espectro que cruzase desde la profundidad causal al otro lado, y de vuelta —sin contaminar los principios de un lado con los del otro, pero permitiendo que la mente se aperciba de uno en virtud del otro—, ese es el talento del maestro. El Bailarín Cósmico, advierte Nietzsche, no descansa pesadamente en un solo lugar, sino que alegre, ligero, gira y salta de una posición a otra. Es posible expresarse desde un solo punto en cada momento, pero eso no invalida las ideas en los otros puntos. El individuo, a través de concienzudas disciplinas psicológicas, renuncia completamente a todo apego a sus limitaciones personales, idiosincrasias, esperanzas y miedos, ya no se resiste a la autoaniquilación, que es requisito previo al renacimiento en la consecución de la verdad, y es así como adquiere la madurez, al fin, por la gran auto-expiación. Sus ambiciones personales se han disuelto por entero, ya no trata de vivir, sino de relajarse voluntariamente ante lo que pueda suceder en él, convirtiéndose, en una palabra, en un ente desconocido».

#### La libertad para vivir
El dominio conduce a la libertad del temor a la muerte, que a su vez es la libertad de vivir. Esto se refiere a veces como vivir el momento, sin anticipar el futuro, ni lamentar el pasado.
Campbell: «El héroe es el paladín de las cosas que advienen, no de las sobrevenidas, porque él lo es. "Antes de que Abraham fuese, Yo soy". No confunde la aparente inmutabilidad en el tiempo con la permanencia del Ser, ni tiene miedo del momento siguiente (o de "otra cosa"), como la destrucción de lo permanente por el devenir. "Nada mantiene su propia forma; la Naturaleza, el mayor renovador, siempre crea formas de otras formas. Se asegura de que no perezca nada en todo el universo, solo varía y renueva su forma". Así se permite que sobrevengan un momento tras otro».

## Otras formulaciones
La estructura para el monomito propuesta por Campbell se ha ampliado y modificado desde su concepción. Muchas caracterizaciones modernas añaden nuevas etapas (tales como el nacimiento milagroso del héroe) o combinan o suprimen otras. Por ejemplo, el estadounidense Phil Cousineau, en su libro The Hero's Journey (El viaje del héroe), lo divide en los siguientes ocho pasos:
1. La llamada de la aventura
2. El ciclo de pruebas
3. La búsqueda de una misión
4. El encuentro con la diosa
5. El don
6. El vuelo mágico
7. El umbral del retorno
8. El maestro de los dos mundos.[26]

Otra formulación, también de ocho pasos, es la ofrecida por David Adams Leeming, en su libro Mythology: The Voyage of the Hero (Mitología: el viaje del héroe):
1. La concepción y el nacimiento milagroso
2. La iniciación del héroe-niño
3. El alejamiento de la familia o de la comunidad para la meditación y la preparación
4. Las pruebas y la búsqueda
5. La muerte
6. El descenso a los infiernos
7. La resurrección y el renacimiento
8. La ascensión, la apoteosis y la expiación.[5]

### El periplo del héroe
La expresión "el periplo del héroe", que describe al monomito, penetró por primera vez en el discurso popular a través de dos documentales. El primero, The Hero's Journey: The World of Joseph Campbell (El viaje del héroe. El mundo de Joseph Campbell), se emitió en 1987, y en 1990 se le añadió el libro The Hero's Journey: Joseph Campbell on His Life and Work (El viaje del héroe. Joseph Campbell en su vida y obra); fue editado por Phil Cousineau y Stuart Brown. El segundo documental fue una serie de entrevistas en profundidad con Campbell, a cargo de Bill Moyers; se emitieron en 1988, y también se publicó un libro explicativo: The Power of Myth (El poder del mito). También se hizo referencia a la frase en el título de un popular texto para guionistas, lanzado en la década de 1990: The Writer's Journey: Mythic Structure For Writers (El viaje del escritor: Estructura mítica para escritores), de Christopher Vogler. Siempre que utilizan la expresión en sus obras, Cousineau, Moyers y Vogler la atribuyen al modelo de El viaje del héroe, de Joseph Campbell.

## Influencia del monomito
El monomito ha influido en numerosos artistas, músicos, poetas y cineastas, entre ellos George Lucas, y a veces se menciona también a Bob Dylan. Aunque escrita antes de la formulación del periplo del héroe por Campbell, la novela de J. R. R. Tolkien El Señor de los Anillos puede considerarse un ejemplo contemporáneo del monomito. Este también ha sido mencionado a menudo como influencia clara en la película The Matrix, de las hermanas Wachowski.

### George Lucas yLa guerra de las galaxias
Además de la extensa plática entre Campbell y Bill Moyers emitida en 1988 por la PBS, como The Power of Myth (documental filmado en el "Skywalker Ranch", de Lucas, en California), acerca de la influencia de Campbell en la serie de La guerra de las galaxias, el propio Lucas concedió una extensa entrevista sobre este tema para la biografía Joseph Campbell: A Fire in the Mind [Joseph Campbell: fuego en la mente] (Larsen and Larsen, 2002, págs. 541-543). En esta entrevista, Lucas afirma que a principios de 1970, después de terminar su primera película, American Graffiti , «se me ocurrió que en realidad no representaba el uso moderno de la mitología [...] así que empecé a investigar por mi cuenta en profundidad sobre los cuentos de hadas, el folklore y la mitología, y me dio por leer los libros de Joe. Antes no tenía noticia de estos libros. [...] Fue muy inquietante porque en la lectura de El héroe de las mil caras empecé a darme cuenta de que en mi primer proyecto de La guerra de las galaxias estaba acatando motivos clásicos» (p. 541).
Doce años después de la realización de El poder del mito, Moyers y Lucas se reunieron de nuevo para la entrevista de 1999 Mythology of Star Wars with George Lucas & Bill Moyers, para discutir más a fondo el impacto de la obra de Campbell en las películas de Lucas. Además, el National Air and Space Museum de la Smithsonian Institution patrocinó una exposición, durante la década de 1990, llamada Star Wars: The Magic of Myth [La guerra de las galaxias: la magia del mito], que recreaba las maneras en que la obra de Campbell influyó en esta serie cinematográfica. En 1997 se publicó una guía complementaria con el mismo título.

### Chris Vogler,The Writer's Journeyy las películas de Hollywood
Christopher Vogler, productor de cine de Hollywood y escritor, creó un memorando empresarial de siete páginas que tituló A Practical Guide to The Hero With a Thousand Faces [Guía práctica para el héroe de las mil caras], basado en el trabajo de Campbell. El memorando de Vogler se convirtió más adelante en el ya mencionado libro de finales de 1990, The Writer's Journey: Mythic Structure For Writers.

### El "Movimiento masculino" [Men's Movement]
El poeta Robert Bly, Michael J. Meade, y otras personas involucradas en dicho movimiento han aplicado y ampliado los conceptos del viaje del héroe y el monomito como metáfora para el crecimiento espiritual y psicológico personal, especialmente en el campo de la mitopoética del llamado "Movimiento masculino" ("Men's Movement").
Son características de dicho movimiento la tendencia a volver a contar cuentos de hadas y participar en su exégesis como instrumento para la búsqueda interior. Utilizando las referencias frecuentes a arquetipos extraídos de la psicología analítica de Jung, el movimiento se centra en temas de rol de género, identidad de género y de búsqueda del bienestar desde el punto de vista de la medicina alternativa, enfocados al hombre moderno. Sus defensores a menudo participan en narraciones musicadas, y estos actos se consideran una extensión moderna del chamanismo, que fue popularizado por Michael Harner aproximadamente por la misma época.
Entre los más famosos defensores de esta corriente se encuentra el poeta Robert Bly, cuyo libro Iron John: A Book About Men fue un éxito de ventas; el libro constituye una exégesis del cuento "Iron John" ("John de Hierro")  de los Hermanos Grimm.
El movimiento de los hombres mitopoéticos dio lugar a una variedad de talleres y grupos de trabajo, dirigidos por autores como Bly y Robert L. Moore. De este movimiento han surgido estudios académicos serios, incluyendo la creación de diversas revistas y organizaciones sin afán de lucro, como el ManKind Project.

## Críticas
Algunos estudiosos han cuestionado la validez misma del monomito, su utilidad como herramienta de investigación crítica, la interpretación épica, y han criticado su sesgo masculino. De acuerdo con Lesley Northup, la teoría no se apoya debidamente en el estudio de la corriente principal de la mitología, que tiende actualmente a contemplar toda interpretación demasiado general o universal con recelo. Donald J. Cosentino comenta: «Es tan importante hacer hincapié en las diferencias como en las similitudes, para evitar la creación de una sopa Campbell de mitos sin sabor local alguno». Marta Weigle rechaza la propia idea de un monomito en el que las mujeres aparecen sólo en casos excepcionales y, cuando lo hacen, como indistinguibles de los hombres.
Otros han encontrado las categorías de Campbell en exceso vagas como para encerrar algún sentido, y sin fundamento suficiente en la investigación académica. Muriel Crespi, por ejemplo, escribió en respuesta a la presentación filmada del modelo de Campbell, caracterizándolo como «[...] escasamente satisfactorio desde la perspectiva de la ciencia social. El etnocentrismo de Campbell plantea objeciones, y su nivel analítico es tan abstracto y carente de contexto etnográfico que ese mito pierde los mismos significados que se suponen incorporados al "héroe"». En Sacred Narrative: Readings in the Theory of Myth [La historia sagrada: lecturas sobre la teoría del mito] (1984), el editor Alan Dundes rechaza la obra de Campbell, tachándolo de mero vulgarizador: «Como la mayoría de los universalistas, se contenta con afirmar simplemente la universalidad sin molestarse en documentarla. [...] Si las generalizaciones de Campbell sobre el mito no se han comprobado, ¿por qué motivo deberían los estudiantes considerar su trabajo?».
El novelista David Brin ha criticado asimismo el monomito, argumentando que es antipopular y que fue utilizado por reyes y sacerdotes para justificar la tiranía. También señaló que la existencia de un monomito puede reflejar similitudes históricas entre las culturas, pero no una "percepción humana" profunda. Señala que, hasta hace relativamente poco, los narradores dependían de las oligarquías como medio de vida, y que la aristocracia sólo recientemente perdió el poder de castigar la irreverencia. Una vez que estos factores históricos desaparecieron, surgió la ciencia ficción a modo de épica, y Brin la ve como la antítesis del monomito de Campbell.
Aunque la novela Dune, de Frank Herbert, aparentemente sigue el esquema del monomito, su trama se ingenió, de hecho, para subvertir y adoptar una posición crítica sobre el mismo; el autor afirmó en 1979: «El sentido subyacente de la trilogía de Dune es: Cuidado con los héroes. Es mucho mejor confiar en el propio juicio y en los propios errores». Herbert escribió más tarde, en 1985: «Dune estaba enfocada contra esta idea del líder infalible, ya que mi visión de la historia sostiene que los errores cometidos por un líder (o cometidos en su nombre) se amplifican proporcionalmente al número de adeptos que lo secundan sin cuestionarlo».
En el mismo sentido, los estadounidenses John Shelton Lawrence, filósofo, y el estudioso de la religión Robert Jewett, han escrito sobre un "monomito americano" en sus libros The American Monomyth, The Myth of the American Superhero y Captain America and the Crusade Against Evil: The Dilemma of Zealous Nationalism [El monomito americano, El mito del superhéroe americano y El Capitán América y la cruzada contra el mal: el dilema del nacionalismo celoso]. Estos autores presentan sus obras como reacción estadounidense al monomito campbelliano. El argumento de The American Monomyth es: «Una comunidad que vive en un paraíso armonioso se ve amenazada por el mal; las instituciones normales no pueden lidiar con esta amenaza; un superhéroe altruista surge, renunciando a las tentaciones, para llevar a cabo la tarea redentora; ayudado por el destino, su decisiva victoria restaura la comunidad a su estado paradisíaco; el superhéroe se aleja en la oscuridad».
Otros estudiosos han manifestado su desacuerdo con el concepto del monomito debido a su excesiva simplificación de las diferentes culturas. Según Robert Ellwood, «la tendencia a pensar en términos genéricos sobre personas, razas [...] representa, sin duda, el error más profundo del pensamiento mitológico».

### El héroe de las mil caras

#### Ediciones en inglés
- Campbell, Joseph (2008). The Hero with a Thousand Faces. Novato, California: New World Library. ISBN 978-1-57731-593-3.
- Campbell, Joseph (1970). The Hero with a Thousand Faces. Cleveland & New York: Meridian Book. The World Publishing Company.  L.C.C.C.N. 56-6574.
- Campbell, Joseph (1949). The Hero with a Thousand Faces. Princeton: Princeton University Press.

#### Ediciones en español
- Campbell, Joseph (2020). El héroe de las mil caras. Nueva traducción revisada y mejorada a cargo de Carlos Jiménez Arribas, con un extenso aporte iconográfico incluyendo imágenes inéditas proporcionadas por la Joseph Campbell Foundation, así como una completa bibliografía actualizada. Villaür: Ediciones Atalanta. ISBN 978-84-122130-0-3.
- Campbell, Joseph (2014). El héroe de las mil caras. Psicoanálisis del mito. Tercera edición ampliada, rústica, traducción Luisa Josefina Hernández. Madrid: Fondo de Cultura Económica. ISBN 9786071620132.